# Oppland
Oppland was een provincie van Noorwegen. Ze grenst aan de provincies Trøndelag, Møre og Romsdal, Sogn og Fjordane, Buskerud, Akershus, Oslo en Hedmark. Per 1 januari 2020 werd Oppland opgeheven als provincie en samengevoegd met Hedmark tot de nieuwe provincie Innlandet. Voor de verkiezingen van het Noorse parlement blijft de oude provincie nog wel bestaan als kiesdistrict.

## Bestuurlijke indeling

### Gemeenten
Oppland bestond uit 26 gemeenten:
| 1. Dovre 2. Etnedal 3. Gausdal 4. Gjøvik 5. Gran 6. Jevnaker 7. Lesja 8. Lillehammer 9. Lom 10. Lunner 11. Nord-Aurdal 12. Nord-Fron 13. Nordre Land | 1. Østre Toten 2. Øyer 3. Øystre Slidre 4. Ringebu 5. Sel 6. Skjåk 7. Søndre Land 8. Sør-Aurdal 9. Sør-Fron 10. Vågå 11. Vang 12. Vestre Slidre 13. Vestre Toten |

## Natuur
- Nationaal park Jotunheimen met Jotunheimen
- Breheimen
- Nationaal park Dovre
- Nationaal park Rondane
- Nationaal park Dovrefjell-Sunndalsfjella
- Meren Sperillen, Randsfjord, Mjøsa, Gjende, Bygdin, Vinstri, Yddin, Vangsjøen, Javnin en Olevatn
- Gudbrandsdalen
- Valdresflya
- Besseggen

### Bergen
In de provincie Oppland bevonden zich in het hooggebergte Jotunheimen vele hoge bergen (zie ook: Lijst van bergen in Noorwegen). De hoogste berg was de Galdhøpiggen en verder was er onder andere de berg Bitihorn.

## Musea
- Norsk Fjellmuseum

## Verkeer en vervoer
- Sognefjellsweg